# 1953 في اليابان
فيما يلي قوائم الأحداث التي وقعت خلال عام 1953 في اليابان.

## أفلام
من الأفلام التي صدرت هذه السنة في اليابان:
- 1 يناير – بوابة الجحيم من إخراج Teinosuke Kinugasa [الإنجليزية]‏.
- 3 نوفمبر – قصة طوكيو من إخراج ياسوجيرو أوزو.

## مواليد

### يناير
- 1 يناير – سيكيجي ساسانو لاعب كرة قدم ياباني.
- 1 يناير – ماي فوتشيغامي مؤدّية صوت يابانية.
- 12 يناير – كويتشي هاشيموتو
- 22 يناير – ميتسو كاتو لاعب كرة قدم ياباني.

### فبراير
- 4 فبراير – كيتارو
- 23 فبراير – ساتورو ناكاجيما سائق سيارة سباق ياباني.

### مارس
- 16 مارس – يوشيهارو هوري لاعب كرة قدم ياباني.

### أبريل
- 5 أبريل – كيكو هان

### مايو
- 1 مايو – ناويا أوتشيدا ممثل ياباني.
- 4 مايو – ماساشي إبارا
- 29 مايو – هيروشي إيواساكي

### يونيو
- 4 يونيو – ميتسو واتانابي لاعب كرة قدم ياباني.

### يوليو
- 10 يوليو – هيساكو أميرة تاكامادو
- 31 يوليو – تورو فورويا

### أغسطس
- 4 أغسطس – هيرويوكي أوسوي لاعب كرة قدم ياباني.
- 17 أغسطس – هارومي كور لاعب كرة قدم ياباني.

### سبتمبر
- 18 سبتمبر – تويوهيتو موتشيزوكي لاعب كرة قدم ياباني.

### أكتوبر
- 3 أكتوبر – توشيكي هيرانو

### نوفمبر
- 15 نوفمبر – توشيو تاكاباياشي لاعب كرة قدم ياباني.
- 29 نوفمبر – هيرويوكي كاواشيما عالم زراعة ياباني.

### ديسمبر
- 22 ديسمبر – إيجي أويدا لاعب كرة قدم ياباني.

## وفيات

### سبتمبر
- 7 سبتمبر – نوبويوكي أبه (مواليد 1875)